# Obiecanowo (województwo kujawsko-pomorskie)
Obiecanowo – wieś w Polsce położona w województwie kujawsko-pomorskim, w powiecie żnińskim, w gminie Janowiec Wielkopolski. Miejscowość jest położona na Pałukach.
W latach 1975–1998 miejscowość położona była w województwie bydgoskim. Według Narodowego Spisu Powszechnego (III 2011 r.) liczyła 93 mieszkańców. Jest dziewiętnastą co do wielkości miejscowością gminy Janowiec Wielkopolski.